# LMBT-jogok Mauritiuson

Mauritius zászlaja a szivárványzászló fölé helyezve

A Leszbikus, meleg, biszexuális és transznemű (LMBT) emberek Mauritiuson olyan jogi kihívásokkal néznek szembe, amelyeket a nem LMBT lakosok nem tapasztalnak. A szodómiát (ellentétes nemű és azonos nemű anális és orális szex) az ország büntető törvénykönyvének 250. §-a bünteti. Bár Mauritius nem ismeri el az azonos neműek közötti kapcsolatokat, az LMBT személyek védettek a diszkriminációval szemben. Így azon kevés afrikai országok egyike, ahol ilyen védelem biztosított az LMBT személyek számára. A mauritiusi alkotmány garantálja az egyének magánélethez való jogát.
Mauritius egyike annak a 96 országnak, amely aláírta az ENSZ-ben az LMBT személyekkel szembeni erőszakot és diszkriminációt elítélő Joint Statement on Ending Acts of Violence Related Human Rights Violations Based on Sexual Orientation and Gender Identity (Nyilatkozat a szexuális irányultságon és nemi identitáson alapuló erőszakos cselekményekkel kapcsolatos emberi jogi jogsértések megszüntetéséről) nyilatkozatot. A közvélemény-kutatások azt mutatják, hogy Afrika egyik leginkább LMBT-barát országa. Ennek ellenére az LMBT emberekkel kapcsolatos konzervatív hozzáállás még mindig tapasztalható a mindennapokban.

## Az azonos neműek szexuális tevékenységének jogszerűsége
Az 1838-as mauritiusi büntetőtörvénykönyv 250. szakaszának értelmében minden személy, aki szodómia (fajtalanság) bűntettét követi el 5 évig terjedő börtönben végzendő kényszermunkával sújtható." 
2007-ben a Törvényreform Bizottság a szodómia dekriminalizálását és a 250. szakasz hatályon kívül helyezését javasolta. Rama Valayden korábbi főügyész megpróbált elfogadtatni egy törvényjavaslatot, amely dekriminalizálta volna az azonos neműek szexuális kapcsolatait, de a javaslat nem ment át. A törvény alapján csak ritkán indítanak büntetőeljárást. 2015-ben letartóztattak egy azonos nemű párt azzal a gyanúval, hogy szodómiát gyakorolnak.
2017-ben a mauritiusi kormány kijelentette, hogy nem helyezi hatályon kívül a 250. szakaszt, és hogy további mérlegelés után fog visszatér a kérdésre. 2019 októberében Abdool Ridwan Firaas Ah Seek, egy 29 éves LMBT-jogi aktivista a Collectif Arc-En-Ciel, az ország legrégebbi LMBT civil szervezete támogatásával keresetet nyújtott be a 250. szakasz ellen a Legfelsőbb Bíróságon.  Az első meghallgatásra 2019 novemberében került sor. 
2019 októberében a mauritiusi fiatalok egy másik csoportja szintén alkotmányjogi panaszt nyújtott be arra hivatkozva, hogy a 250. szakasz "sérti az alapvető jogaikat és szabadságukat". 

## Az azonos neműek kapcsolatának elismerése
Mauritius nem ismeri el az azonos neműek házasságát és nem lehetséges a bejegyzett élettársi kapcsolat sem az azonos nemű párok számára.

## Örökbefogadás és családtervezés
Az örökbefogadó szülők lehetnek egyedülállók vagy házasok. Az LMBT személyek nincsenek kifejezetten kizárva.

## Diszkrimináció elleni védelem
A 2008-as esélyegyenlőségről szóló törvény (franciául: Loi de 2008 sur l'égalité des chances) tiltja a szexuális irányultságon alapuló megkülönböztetést. A szexuális irányultság fogalmának meghatározása a törvény szerint pedig a "homoszexualitás (beleértve a leszbikusságot), a biszexualitás vagy a heteroszexualitás". 

## Transzneműek jogai
Jelenleg a transznemű személyek nem módosíthatják a nemüket a hivatalos dokumentumokon, például útleveleken, születési anyakönyvi kivonatokon és személyi igazolványokon.

## Közvélemény
Egy 2016-os közvélemény-kutatás szerint a mauritiusiak 49%-a szeretné, vagy nem bánná, ha LMBT szomszédja lenne.

## Fordítás
- Ez a szócikk részben vagy egészben  a    LGBT rights in Mauritius című angol Wikipédia-szócikk ezen változatának fordításán alapul.  Az eredeti cikk szerkesztőit annak laptörténete sorolja fel. Ez a jelzés csupán a megfogalmazás eredetét és a szerzői jogokat jelzi, nem szolgál a cikkben szereplő információk forrásmegjelöléseként.